# رشيد بوطيب
رشيد بوطيب (مواليد سنة 1973، في مكناس)، هو كاتب ومُترجم مغربي. أستاذ الفلسفة في معهد الدوحة للدراسات العليا، ومدير تحرير دورية «تبيّن» للدراسات الفلسفية والنظريات النقدية. حاصل على الدكتوراه في الفلسفة من جامعة غوته في فرانكفورت بألمانيا. عمل محاضرًا في الفلسفة والأنثروبولوحيا الاجتماعية والفلسفة الإسلامية المعاصرة في العديد من الجامعات الألمانية. وهو يهتم بالفلسفة الأخلاقية والفلسفة الاجتماعية والبيثقافية، نشر العديد من المقالات والأبحاث والترجمات في العديد من الجرائد والمجلات العربية والأجنبية. يُقيم منذ سنة 1998 في ألمانيا.

## مسيرته
من مواليد مدينة مكناس عام 1973، بعد تخرجه من كلية الآداب والعلوم الإنسانية، التحق بجامعة ماربورغ في ألمانيا، حيث درس الفلسفة وعلم الاجتماع والعلوم السياسية، وحصل على الدكتوراه بعدها من جامعة غوته في فرانكفورت، عن بحث يحمل عنوان: «نقد الحرية: في المنعطف الإيتيقي لإمانويل ليفيناس». صدر له عديد من الأبحاث بالعربية والفرنسية والألمانية والإيطالية، يدور مجملها حول قضايا الغيرية والديمقراطية والحوار.

## من مؤلفاته
- رواية: الحلم الألماني.

## روابط خارجية
- رشيد بوطيب على موقع أرشيف الشارخ.
- صفحة رشيد بوطيب على موقع goodreads.com